# Cupa României 1962-1963
Ediția 1962-1963 a fost a 25-a ediție a Cupei României la fotbal. A fost câștigată pentru prima dată de Petrolul Ploiești după finala unui meci cu Siderurgistul Galați. Câștigătoarea ediției anterioare, Steaua București, a fost eliminată în semifinale chiar de Petrolul Ploiești.

## Desfășurare
Toate meciurile, exceptând finala (care a avut loc în București) s-au jucat pe teren neutru. În șaisprezecimi au participat 32 de echipe, din care făceau parte și cele din Divizia A. Dacă după 90 de minute scorul era egal se jucau două reprize de prelungiri a câte 15 minute. Dacă după prelungiri scorul era tot egal, meciul se rejuca următoarea zi pe același stadion. Dacă și acel meci se termina tot la egalitate, în primele 90 de minute, echipa cu media de vârstă mai mică trecea mai departe. În cazul în care se consemna un rezultat de egalitate după prelungiri, atunci echipa oaspete se califica în următoarea etapă.

## Șaisprezecimi
| Data            | Echipă gazdă        |   | Echipă oaspete      | Rezultat            |
| --------------- | ------------------- | - | ------------------- | ------------------- |
| 10 aprilie 1963 | F.C. Baia Mare      | – | CA Oradea           | 2:0 (1:0)           |
|                 | Metalul București   | – | Petrolul Ploiești   | n.V. 0:2 (0:0, 0:0) |
|                 | Câmpia Turzii       | – | Arieșul Turda       | 1:0 (0:0)           |
|                 | U Craiova           | – | UTA Arad            | 3:1 (0:1)           |
|                 | Metalurgistul Cugir | – | Minerul Lupeni      | 4:2 (1:0)           |
|                 | Dunărea de Jos      | – | Dinamo Bacău        | 0:3 (0:1)           |
|                 | IMU Medgidia        | – | Rapid București     | 0:3 (0:2)           |
|                 | Gaz Metan           | – | Steagul Roșu Brașov | 2:1 (0:0)           |
|                 | Ceahlăul            | – | Politehnica Iași    | 0:3 (0:1)           |
|                 | Dinamo Pitești      | – | Progresul București | n.V. 1:1 (1:1, 1:1) |
|                 | Prahova Ploiești    | – | Farul               | 1:0 (1:0)           |
|                 | CSM Reșița          | – | Poli Timișoara      | 0:2 (0:0)           |
|                 | CFR Roșiori         | – | Dinamo București    | 1:3 (0:2)           |
|                 | Olimpia Satu Mare   | – | Știința Cluj        | 2:0 (1:0)           |
|                 | Carpați Sinaia      | – | Steaua București    | 1:2 (1:1)           |
|                 | Siderurgistul       | – | Viitorul București  | 1                   |

1Viitorul București a fost dizolvată în pauza de iarnă, astfel că Siderurgistul Galați s-a calificat direct în etapa următoare.

## Optimi
| Data          | Oraș      | Echipă gazdă        |   | Echipă oaspete      | Rezultat            |
| ------------- | --------- | ------------------- | - | ------------------- | ------------------- |
| 15 mai 1963   | Brașov    | Dinamo București    | – | Dinamo Bacău        | 6:5 (5:4)           |
|               | Câmpina   | Progresul București | – | Gaz Metan           | n.V. 3:2 (1:1, 2:2) |
|               | Cluj      | Politehnica Iași    | – | Olimpia Satu Mare   | n.V. 3:1 (1:0, 1:1) |
|               | Hunedoara | F.C. Baia Mare      | – | U Craiova           | 2:0 (0:0)           |
|               | Ploiești  | Petrolul Ploiești   | – | Prahova Ploiești    | n.V. 3:1 (1:0, 1:1) |
|               | Sibiu     | Poli Timișoara      | – | Metalurgistul Cugir | 4:0 (2:0)           |
|               | Suceava   | Siderurgistul       | – | Câmpia Turzii       | 2:1 (1:1)           |
| 27 iunie 1963 | București | Steaua București    | – | Rapid București     | 7:2 (4:1)           |

## Sferturi
| Data          | Oraș        | Echipă gazdă        |   | Echipă oaspete   | Rezultat              |
| ------------- | ----------- | ------------------- | - | ---------------- | --------------------- |
| 27 iunie 1963 | Brașov      | Petrolul Ploiești   | – | Dinamo București | 2:0 (0:0)             |
|               | Constanța   | Progresul București | – | Siderurgistul    | n.V. 1:1 (0:0, 1:1)   |
|               | Craiova     | Politehnica Iași    | – | Poli Timișoara   | 3:1 (1:1)             |
| 28 iunie 1963 | Constanța   | Progresul București | – | Siderurgistul    | n.V. 2:2 (0:2, 2:2) 2 |
| 4 iulie 1963  | Târgu Mureș | Steaua București    | – | F.C. Baia Mare   | 4:0 (4:0)             |

2Siderurgistul Galațti a trecut mai departe datorită meidiei de vârstă mai scăzute (24,9 ani față de 26,6 ani).}}

## Semifinale
| Data          | Oraș      | Echipă gazdă      |   | Echipă oaspete   | Rezultat            |
| ------------- | --------- | ----------------- | - | ---------------- | ------------------- |
| 10 iulie 1963 | Constanța | Petrolul Ploiești | – | Steaua București | 2:0 (0:0)           |
|               | Ploiești  | Siderurgistul     | – | Politehnica Iași | n.V. 3:3 (2:2, 3:3) |
| 11 iulie 1963 | Ploiești  | Siderurgistul     | – | Politehnica Iași | 5:1 (1:1)           |

## Finala
| 21 iulie 1963 | Petrolul Ploiești                                        | 6 – 1 | Siderurgistul | Stadionul 23 August, București Spectatori: 45.000 Arbitru: Mircea Cruțescu (București) |
| 21 iulie 1963 | 14' Munteanu 30', 69', 77' Dridea 35', 49' C. Moldoveanu |       | Zgardan 10'   | Stadionul 23 August, București Spectatori: 45.000 Arbitru: Mircea Cruțescu (București) |

| PETROLUL PLOIEȘTI: |                       |     |     |
|                    |                       |     |     |
| P                  | Vasile Sfetcu         | 85' |     |
| F                  | Gheorghe Pahonțu (c)  |     |     |
| F                  | Dumitru Nicolae       |     |     |
| F                  | Gheorghe Florea       | 85' |     |
| M                  | Nicolae Ivan          |     |     |
| M                  | Marcel Marin          |     |     |
| A                  | Alexandru Badea       |     |     |
| A                  | Dumitru Munteanu      |     |     |
| A                  | Mircea Dridea         |     |     |
| A                  | Anton Munteanu        |     |     |
| A                  | Constantin Moldoveanu |     |     |
| Schimbări:         |                       |     |     |
| P                  | Mihai Ionescu         |     | 85' |
| F                  | Alexandru Pal         |     | 85' |
| Antrenor:          |                       |     |     |
| Ilie Oană          |                       |     |     |

| SIDERURGISTUL GALAȚI: |                   |     |     |
|                       |                   |     |     |
| P                     | Victor Câmpeanu   | 53' |     |
| F                     | Ion Voicu         |     |     |
| F                     | Constantin Coman  |     |     |
| F                     | Cristian Stătescu |     |     |
| M                     | Petre Dragomir    |     |     |
| M                     | Dumitru Oprea     | 69' |     |
| A                     | Gheorghe Militaru |     |     |
| A                     | Gheorghe Ion      |     |     |
| A                     | Radu Matei        |     |     |
| A                     | Adrian Zgardan    |     |     |
| A                     | Zoltan David      |     |     |
| Schimbări:            |                   |     |     |
| P                     | Emil Dan          |     | 53' |
| A                     | Traian Coman      |     | 69' |
| Antrenor:             |                   |     |     |
| Traian Tomescu        |                   |     |     |